# Phyllachora domingensis
Phyllachora domingensis är en svampart som beskrevs av Chardón 1927. Phyllachora domingensis ingår i släktet Phyllachora och familjen Phyllachoraceae.   Inga underarter finns listade i Catalogue of Life.